# Ari Boyland
Ari Boyland, född 10 augusti 1987 i Nya Zeeland, spelar K.C i serien The Tribe. Han har även haft biroller i tv-serien Revelations - The Initial Journey (2002) och Disney Channel-filmen You Wish! (2003). I augusti 2008 spelade han i pjäsen White Trash Omnibus av Patrick Graham. Boyland är bokad för att spela i TV-serien Go Girls som är baserad på en pjäs av samma författare. 